# Исламский банк развития

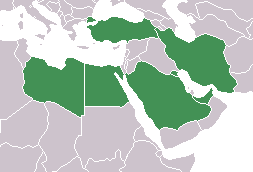
Главные соучредители Исламского банка развития показаны зелёным

Исламский банк развития (ИБР) (араб. البنك الإسلامي للتنمية‎) — международная финансовая организация, ориентированная на исламское финансирование. Расположена в Джидде (Саудовская Аравия). Среди акционеров 57 государств-членов, среди которых крупнейшим акционером является Саудовская Аравия.

## История
Был основан 18 декабря 1973 года на первой конференции министров финансов стран-участниц Организации Исламская конференция (ныне Организация исламского сотрудничества) при поддержке в то время короля Саудовской Аравии (Фейсала) и начал свою деятельность 3 апреля 1975 года.
Капитал банка образован за счёт взносов стран-учредителей, основными из которых являются следующие:
- Саудовская Аравия
- Судан
- Кувейт
- Ливия
- Турция
- ОАЭ
- Иран
- Египет
- Индонезия
- Пакистан

Исламский банк развития имеет статус наблюдателя на Генеральной ассамблее ООН.
В настоящее время образована группа Исламского банка развития, которая включает следующие организации:
- Исламская корпорация по развитию частного сектора (Islamic Corporation for the Development of the Private Sector (ICD))
- Исламская корпорация по страхованию инвестиций и экспортных кредитов (Islamic Corporation for the Insurance of Investment & Export Credit (ICIEC))
- Исламский исследовательский и учебный институт (Islamic Research and Training Institute (IRTI))
- Международная исламская торгово-финансовая корпорация (International Islamic Trade Finance Corporation (ITFC))

## Цели и задачи
Функции группы Исламского банка развития состоит в участии путём финансирования проектов экономического и социального развития в странах-членах. Банк осуществляет свою деятельность, основываясь на законах и принципах шариата.
Исламский банк развития занимается широким спектром специализированных и комплексных мероприятий, таких как:
- Финансирование проектов в государственном и частном секторах;
- Помощь в целях развития для борьбы с нищетой;
- Техническая помощь в создании потенциала;
- Торгово-экономическое сотрудничество между странами-членами;
- Торговое финансирование;
- Финансирование малого и среднего бизнеса;
- Мобилизация ресурсов;
- Прямые инвестиции в исламские финансовые институты;
- Страхование и перестрахование для инвестиционных и экспортных кредитов;
- Исследовательские и учебные программы по исламской экономике и банковскому делу;
- Инвестиции и финансирование вакфов;
- Специальная помощь и стипендии для стран-членов и мусульманских общин в странах, не являющихся членами;
- Чрезвычайная помощь;
- Консультативные услуги для государственных и частных организаций в странах-членах.

Долгое время переправа через реку Нигер в Гао осуществлялась паромом, который не всегда работал. Это препятствовало прогрессу и торговле. Мост Гао, построенный при финансовой поддержке ИБР, соединил некогда изолированный регион Гао в восточной части Мали с центром.
Денежной единицей банка является исламский динар, равный одному СДР. Официальным языком является арабский, однако английский и французский также используются как рабочие языки.
Собственный капитал Банка составляет 15 млрд исламских динаров.
22 мая 2013 года ИБР утроил свой уставный капитал до 150 миллиардов долларов, чтобы лучше обслуживать мусульман в странах-членах и странах, не являющихся членами. Банк получил кредитные рейтинги AAA от Standard & Poor’s, Moody’s, и Fitch. Саудовской Аравии принадлежит около четверти оплаченного капитала банка.
Основными акционерами Банка (по состоянию на август 2015 года) являются:
- Саудовская Аравия (26,57 %)
- Алжир (10,66 %)
- Иран (9,32 %)
- Египет (9,22 %)
- Турция (8,41 %)
- ОАЭ (7,54 %)
- Кувейт (7,11 %)
- Пакистан (3,31 %)
- Ливия (3,31 %)
- Индонезия (2,93 %)

## Членство

Страны участницы на карте

В настоящее время членами банка являются 57 государств. Основным требованием для принятия в члены банка является участие в Организации Исламского сотрудничества, уплата членского взноса в капитал банка и соблюдение правил, процедур, терминов, принятых Советом директоров банка.
| Афганистан   | Афганистан   |
| Египет       | Египет       |
| Албания      | Албания      |
| Алжир        | Алжир        |
| Азербайджан  | Азербайджан  |
| Бахрейн      | Бахрейн      |
| Бангладеш    | Бангладеш    |
| Бенин        | Бенин        |
| Бруней       | Бруней       |
| Буркина-Фасо | Буркина-Фасо |

| Джибути      | Джибути      |
| Кот-д’Ивуар  | Кот Д'Ивуар  |
| Габон        | Габон        |
| Гамбия       | Гамбия       |
| Гвинея       | Гвинея       |
| Гвинея-Бисау | Гвинея-Бисау |
| Индонезия    | Индонезия    |
| Иран         | Иран         |
| Ирак         | Ирак         |
| Йемен        | Йемен        |

| Иордания   | Иордания   |
| Камерун    | Камерун    |
| Казахстан  | Казахстан  |
| Кыргызстан | Кыргызстан |
| Коморы     | Коморы     |
| Кувейт     | Кувейт     |
| Ливан      | Ливан      |
| Флаг Ливии | Ливия      |
| Малайзия   | Малайзия   |
| Мальдивы   | Мальдивы   |

| Мали                             | Мали                   |
| Мавритания                       | Мавритания             |
| Марокко                          | Марокко                |
| Мозамбик                         | Мозамбик               |
| Нигер                            | Нигер                  |
| Нигерия                          | Нигерия                |
| Оман                             | Оман                   |
| Пакистан                         | Пакистан               |
| Палестина (историческая область) | Палестинская автономия |
| Катар                            | Катар                  |

| Саудовская Аравия | Саудовская Аравия |
| Сенегал           | Сенегал           |
| Сьерра-Леоне      | Сьерра-Леоне      |
| Сомали            | Сомали            |
| Судан             | Судан             |
| Суринам           | Суринам           |
| Сирия             | Сирия             |
| Таджикистан       | Таджикистан       |
| Того              | Того              |
| Чад               | Чад               |

| Тунис                         | Тунис        |
| Турция                        | Турция       |
| Туркменистан                  | Туркменистан |
| Уганда                        | Уганда       |
| Узбекистан                    | Узбекистан   |
| Объединённые Арабские Эмираты | ОАЭ          |